# Liska
La Liska (in russo Лиска?) è un fiume della Russia europea, affluente di destra del Don sfocia nel bacino idrico di Cimljansk. Scorre nei rajon Kletskij e Surovikinskij dell'oblast' di Volgograd.
Il fiume ha inizio in un canalone a circa 20 km a sud-est da Kletskaja, centro amministrativo del distretto Kletskij. Scorre in direzione meridionale fino al bacino di Cimljansk, dove sfocia nella baia di Čir (Чирский залив). Ha una lunghezza di 106 km; l'area del suo bacino è di 1 530 km².